# فیرویو (جورجیا)
فیرویو (به انگلیسی: Fairview) یک منطقهٔ مسکونی در ایالات متحده آمریکا است که در شهرستان واکر، جورجیا واقع شده‌است. فیرویو ۱۹٫۴ کیلومتر مربع مساحت و ۶٬۶۷۹ نفر جمعیت دارد و ۲۵۹ متر بالاتر از سطح دریا واقع شده‌است.